# Serianthes melanesica
Serianthes melanesica là một loài thực vật có hoa trong họ Đậu. Loài này được Fosberg miêu tả khoa học đầu tiên.